# Adžigabuljski rajon
Adžigabuljski rajon (azerski: Hacıqabul rayonu) jedan je od 66 azerbajdžanskih rajona. Adžigabuljski rajon se nalazi na istoku Azerbajdžana. Središte rajona je Adžigabulj. Površina Adžigabuljskog rajona iznosi 1.640 km². Adžigabuljski rajon prema popisu stanovništva iz 2009. imao je 65.837 stanovnika, od čega su 32.382 muškarci, a 33.455 žene.
Adžigabuljski rajon sastoji se od 23 općina.